# Adolf Bertram
Adolf Bertram (Hildesheim, Baja Sajonia, 14 de marzo de 1859 - 6 de julio de 1945) fue arzobispo de Breslavia (que se denomina Breslavia, en polaco) y creado cardenal de la Iglesia católica por el papa Benedicto XV, en el consistorio del 5 de diciembre de 1919, con el título de Presbítero de Santa Inés Extramuros.
Estudió teología en la Universidad de Múnich, en la Universidad de Innsbruck y en la Universidad de Wurzburgo, donde obtuvo el doctorado en teología. En la Pontificia Universidad Gregoriana en Roma obtuvo el doctorado en Derecho Canónico en 1884.
Fue ordenado sacerdote de la Iglesia Católica en 1881, el 26 de abril de 1906 fue elegido obispo de Hildesheim y recibió la confirmación pontificia el 12 de junio de 1906. Ocho años más tarde, el 27 de mayo de 1914 Adolf Bertram se volvió obispo de Breslavia, consagrado el 8 de septiembre de 1914 por la Santa Sede. Fue uno de los colaboradores de la redacción de la encíclica Mit brennender Sorge que condenó los errores del régimen nazi de Alemania.

## Otros proyectos
- Wikimedia Commons alberga una categoría multimedia sobre Adolf Bertram.